# Wanderratten
Wanderratten ist ein deutsches Stummfilmmelodram aus dem Jahre 1918 von Max Mack.

## Handlung
„Wanderratten“, das ist die liebevoll gemeinte Umschreibung der Leute aus dem Zirkusmilieu, wo diese Geschichte spielt. Im Zentrum der Handlung stehen drei Menschen verschiedener Herkunft und Gesellschaftsklassen. In dieser klassischen Dreiecksgeschichte werben zwei Männer um eine junge Frau namens Sibylle. Der eine, treu und gut, ist ein armer Artist, der andere, gesellschaftlich weiter höher stehend und wohlhabend, moralisch betrachtet jedoch ein Taugenichts.
Doch Sibylle lässt sich von dem Auftreten und der Herkunft des sie umgarnenden Mannes aus wohlhabender Familie blenden und verfällt diesem charakterlosen Tunichtgut, der sie schließlich, obwohl von ihm schwanger, auch noch verlässt. Denn seine Familie erwartet von ihm, dass er den „guten Ruf“ wahrt und diese als „Mesalliance“ empfundene Beziehung abbricht. Sibylle würde ins Bodenlose fallen, wäre da nicht der Artist vom Zirkus, der auch in diesem Moment zu ihr hält und sie auffängt.

## Produktionsnotizen
Wanderratten entstand zum Jahresbeginn 1918, passierte im März desselben Jahres die Filmzensur und wurde im Mai 1918 im UT Nollendorfplatz uraufgeführt. Die Länge des Vierakters betrug, je nach Schnittfassung, 1205 bzw. 1221 Meter. Eine Nachzensur ist für den 12. Juli 1923 nachzuweisen.

## Kritik
„Ein reichhaltiger Film, der in prächtigen Bildern die Höhen und Tiefen der Gesellschaft veranschaulicht. Wenn man aber das Vorgehen von Reich und Arm vergleicht, möchte man dem Satz zustimmen: Die Wilden sind doch bessere Menschen. (…) Glänzend dargestellt wird Sibylle durch Ellen Korth, die sich mit Erfolg bemüht, der schweren Rolle Herr zu werden. Unter der vorzüglichen Spielleitung Max Macks bieten alle Darsteller ihr Bestes.“